# Ei Ei Thet
Ei Ei Thet, född 13 december 1992, är en myanmarisk simmare.
Thet tävlade för Myanmar vid olympiska sommarspelen 2016 i Rio de Janeiro, där hon blev utslagen i försöksheatet på 50 meter frisim.